# Международный союз металлургов
 Международный союз металлургов (МСМ) — общественная организация, созданная в 1992 году и объединяющая на добровольной основе инженеров, научных работников, специалистов, организаторов производства и социальной сферы металлургической и горнорудной промышленности, коллективы более 200 предприятий и организаций России и 15 стран ближнего и дальнего зарубежья.
Целями создания МСМ являлись:
- защита общих интересов и прав металлургов в органах государственной власти и управления;
- расширение сотрудничества в сфере производства, предпринимательства, научно-технического прогресса, в области социальной защиты.

Международный союз осуществлял следующие виды деятельности:
1. Разрабатывал аналитические материалы по вопросам состояния и развития металлургической и горнорудной промышленности,
2. Вносил соответствующие предложения и рекомендации в органы государственного управления по расширению внутренних рынков металлопродукции, созданию равноправных условий функционирования металлургических фирм на внешних рынках,
3. Организовывал экспертизы и обсуждение концепций технического, экономического и социального развития металлургического комплекса,
4. Содействовал международному сотрудничеству в области торговли сырьем и готовой продукцией, кооперации, создания совместных предприятий, трансгосударственных финансово-промышленных групп.

Одним из направлений деятельности МСМ являлось противодействие ценовому давлению естественных монополистов, содействие поиску и реализации согласованных действий с энергетиками, железнодорожниками, газовиками, вхождению представителей МСМ в экспертные группы и комиссии по ограничению монополизма, отстаивание позиции металлургов по вопросам снижения уровня предельной налоговой нагрузки, порядка взимания НДС, инвестиционных льгот, исключения и снижения налогов в горнорудной промышленности.
Международный союз металлургов участвовал в организации и проведении международных конгрессов, форумов, семинаров и выставок металлургической тематики, конференций профессиональных ассоциаций доменщиков, сталеплавильщиков, ферросплавщиков, прокатчиков, оказывает информационную поддержку.
Являлся учредителем журнала «Сталь».
Штаб-квартира МСМ находилась в Москве, пл. Славянская, д. 2.
Президентом Международного союза металлургов со дня основания являлся последний министр чёрной металлургии СССР Колпаков, Серафим Васильевич.
В 1992 году была образована Ассоциация сталеплавильщиков России, а в 1998 году Ассоциация сталеплавильщиков Украины.
31 августа 2011 МСМ был ликвидирован.
Проводил первые конгрессы сталеплавильщиков (в 1990х -2000х годах), продолжившие традиции Всесоюзных совещаний сталеплавильщиков в различных странах бывшего СССР.